# Nicholas Teo
Nicholas Teo, nato Zhang Dong Liang (cinese tradizionale: 張棟樑; cinese semplificato: 张栋梁; pinyin: zhāng dòngliáng; Kuching, 29 novembre 1981), è un cantante e attore malese.
Prima di tornare in Malaysia, studiava a Taiwan, dove ha vinto il premio di Miglior Cantante in una competizione avvenuta tra tutte le università di Taiwan. Dopo la sua vittoria, gli è stato chiesto di firmare un contratto con una compagnia discografica come seconda voce di un gruppo (per armonizzare la voce del primo cantante), richiesta che però Nicholas ha ignorato. È tornato in Malesia senza concludere gli studi ed ha partecipato alla competizione canora “2002 Astro Talent Quest”. Nicholas ha vinto il primo posto con la canzone 黃昏(Huáng Hūn), originariamente di Zhou Chuan Xiong. Ciò ha portato Nicholas a firmare un contratto con la Music Street di Taiwan nel 2003. Il 18 giugno 2004 ha pubblicato il suo primo album, 首選張棟樑 (“1st Choice Nicholas”). La Music Street si è in seguito unita alla Warner Music. Nel 2006, Nicholas ha ricevuto il premio come Miglior Nuovo Artista di Taiwan ai 2006 Hito Awards. Ha completato con successo il suo tour From Now On, che prevedeva tappe in Malaysia, Singapore ed Indonesia entro i primi sei mesi 2008.

## Discografia

### Album
- 1st Choice Nicholas / 首選張棟樑 (2004)
- Nicholas / 張棟樑首張同名專輯 (Taiwan Version) (2005)
- Only Nicholas / 主打張棟樑 (Febbraio 2006)
- Prince Nicholas / 王子 (Giugno 2007)
- From Now On New Songs + Best Selection / 新歌+精选 (Aprile 2008)
- The Moment of Silence (2009)

### EP
- Nicholas Teo First EP (solo Malesia) (2003)
- Dearly Love You EP / 只在乎你 EP (solo Malesia) (2005)

### Colonne sonore
- Smiling Pasta OST 微笑PASTA電視原聲帶 (2006)
- Invincible Shan Bao Mei OST (2008)

## Drama
- Smiling Pasta / 微笑Pasta (2006), nel ruolo di He Qun (何群)
- Invincible Shan Bao Mei / 無敵珊寶妹 (2008), nel ruolo di Sun Wu Di (孫無敵)

## Film
- Third Generation / 第三代 (2006)
- Ratatouille (film) / 料理鼠王 (edizione mandarina, 2007)

## Spot pubblicitari
- Red Box Karaoke OK KTV (2004)
- Alcatel “One Touch (TM) 735” (2004)
- Besta E-Dictionary CD608 & CD616  (2003-2005)
- Sony HANDYCAM DCR-PC55E (2004-2005)
- Cotton USA Regione di Taiwan (2006)
- Besta E-Dictionary CD618Pro (2005-2006)
- Zheng Tea (2006-2008)
- Phillip Morgan Glasses (2006-2008)
- HBoy Linea di Moda (2006-2007)
- LG Mobile Model KF510 (2008)
- REDBOX ＆ GREEN BOX KTV Ambasciatore Immagine (2008-2010)

## Nomination
- MTV Asia Awards - Miglior Artista Malese (2008)
- 2008 TVB8 Golden Chart Awards - Cantante Maschile più Popolare, Canzone d'Oro (Xin Ge Shi Chang), Cantante Maschile più Amato del Continente
- 2008 PWH Awards

## Premi
- TVB8 Best New Talent Artiste - Gold Award (2003)
- Global Chinese Music Award - Miglior Nuovo Arrivato (2005)
- Singapore Hit Award - Miglior Nuovo Artista (2005)
- HITO Newcomer Award (2006)
- Malaysia PWH Award (2006)
- Malaysia Didadee Hits Award - Cantante Cinese più Popolare (2007)
- Red Box Karaoke Annual K-Songs Top 20 (2007)
- 1st Kiss Apple Love Song Chart Award (2008)
- Malaysia Leaping Youth Most Yeah! Award (2008)

Canzone Preferita dei Lettori - "Prince" & "Try Singing a New Song" + Readers' Most-Loved Best Local Male Singer(Gold) 2008
- MTV Asia Favourite Artiste Malaysia Award (2008)
- 現場投選最受歡迎原唱歌手獎 [娛協獎2008] (2008)
- 2009 Annual Kiss Apple Top 10 Love Songs Chart - Canzone Vincitrice "Ji Mo Na Me Duo" (Taiwan)

## Curiosità
- È cinese, ma si dice che il suo sorriso somigli a quello dell'attore coreano Kim Jae Won, con il quale viene spesso scambiato.
- Cyndi Wang è finora l'unica attrice/cantante a lavorare con lui nel ruolo principale sia nel drama Smiling Pasta (2006), sia nel doppiaggio del film di animazione Ratatouille (2007).
- Secondo alcune voci, Nicholas e Cyndi Wang starebbero insieme.
- Da piccolo, Nicholas seguiva delle lezioni di pianoforte, seppur con risultati molto bassi, per cui decise di lasciar perdere. Più tardi gli tornò in mente di ricominciare a suonare, ma le limitazioni di tempo dovute alla sua avviata carriera glielo impedirono.